# Эта Весов
Эта Весов (лат. η Librae), 44 Весов (лат. 44 Librae), HD 140417 — одиночная звезда в созвездии Весов на расстоянии приблизительно 140 световых лет (около 43 парсеков) от Солнца. Видимая звёздная величина звезды — +5,412m.

## Характеристики
Эта Весов — белая звезда спектрального класса A5/7IV или A6IV. Масса — около 1,78 солнечной, радиус — около 2,6 солнечных, светимость — около 13 солнечных. Эффективная температура — около 7656 К.